# Аллахвердов, Виктор Михайлович
Ви́ктор Миха́йлович Аллахве́рдов (25 декабря 1946, Таллин) — российский психолог, доктор психологических наук, профессор, заведующий кафедрой общей психологии факультета психологии СПбГУ. Член Президентского совета Российского психологического общества (РПО), руководитель Санкт-Петербургского отделения РПО, член Экспертного совета РПО, член Координационного совета РПО.

## Биография
В 1971—1973 гг., во время учёбы на факультете психологии ЛГУ возглавлял студенческий клуб «Леонардо», известный в Ленинграде благодаря концертам и выставкам неформального искусства того времени. В 1974 г. в ЛГУ защитил кандидатскую диссертацию «Закономерности возникновения ошибок при оперативных преобразованиях информации» (специальность 19.00.03 — инженерная психология; научный руководитель В. А. Ганзен), в 1994 г. в СПбГУ — докторскую диссертацию «Опыт теоретической психологии» (специальность 19.00.01 — общая психология, история психологии).
Инициатор создания и первый руководитель кафедры «Прикладная психология» Ленинградского института инженеров железнодорожного транспорта (ЛИИЖТ - ПГУПС). Под его руководством на кафедре складывался уникальный творческий коллектив психологов, культурологов, конфликтологов, социологов. Это была первая психологическая кафедра в технических вузах страны — и не только по времени создания, но и по кадровому составу. По уровню квалификации кафедра не уступала кафедрам гуманитарных вузов, а в ряде направлений даже превосходила. В 1983 году в стенах вуза прошла конференция по проблемам психологической службы в высшей школе, причем кафедра «Прикладной психологии» была признана ведущей в данном направлении. В 1985 году был открыт кабинет психологического тренинга — первый в технических вузах Советского Союза. После защиты в 1996 году докторской диссертации В.М. Аллахвердов перешёл преподавать в СПбГУ.
С 1997 года — профессор кафедры общей психологии в СПбГУ, с 2008 года по 2019 — заведующий кафедрой общей психологии. С 2023 года перешёл на должность главного научного сотрудника Института мозга человека им. Н.П. Бехтеревой РАН.
В 2021 году издаётся собрание сочинений В.М. Аллахвердова в семи томах. 

## Идеи
Аллахвердов является автором оригинальной концепции сознания (психологики), в рамках которой сознание рассматривается как некий логический аппарат принятия решений, составления гипотез об окружающем мире и их проверке. Его работы наиболее близки к идеям о природе психики Джорджа Келли и различных представителей когнитивной психологии. По инициативе Аллахвердова среди российских психологов прошёл ряд дискуссий о методологии современной психологической науки.

## Критика
Множество российских учёных дали позитивную оценку работам Аллахвердова, обращая внимание на революционность его работ в теории сознания. Свои предисловия к его работам написали член-корреспонденты РАН В. Ф. Петренко и А. В. Юревич, академик РАО  Л.А. Цветкова. Из вступления к собранию сочинений, написанного директором Института психологии РАН, академиком РАН Д. В. Ушаковым:
«Читая труды Виктора Михайловича, мы оказываемся перед зданием, которое покоится на земном фундаменте, но верхушка которого сияет удивительно высоко в облаках теории. Кого-то это здание восхищает, кто-то не верит, что постройка жизнеспособна, но никому не удается расколоть аргументы блестящего полемиста Аллахвердова… Там, где западные модели стремятся к прагматичности, реализуемости, Аллахвердов стремится к красоте и логической стройности… Сегодня традиционные психологические модели, разрезающие человека на множество фасеток, оказываются малопригодными. Растет потребность в новых, интегральных моделях. Может быть, некоторые нужные нам ключи лежат в этом необычном собрании сочинений?».

Специалист по философии сознания Д. И. Дубровский в журнале «Вопросы философии» подверг критике психологику В. М. Аллахвердова, отметив, что «автор часто нагромождает не вполне корректные суждения». По мнению Д. И. Дубровского, психологика В. М. Аллахвердова вообще не является теорией, поскольку это понятие «должно обозначать хорошо организованную и основательную систему научного знания, сильно отличающуюся от того, что предъявлено автором». В том же журнале была опубликована ответная статья Аллахвердова, в которой тот отстаивал свою точку зрения. По его мнению, конкретные возражения Д.И. Дубровского не выглядят убедительными и, по сути, не касаются основных идей подхода. 

## Награды
- победитель Национального конкурса «Золотая Психея» по итогам 2021 года в номинации «Проект года в психологической науке» — за собрание сочинений
- победитель конкурса научных работ им. Б.Г. Ананьева (2019) — за серию статей
- победитель Национального конкурса «Золотая Психея» по итогам 2018 года в номинации «Мастер-класс года для психологов»
- удостоен звания «Почетный президент Санкт-Петербургского общества» (2016 г.)
- лауреат премии СПбГУ «За научные труды – 2009»
- победитель (в составе коллектива авторов) Национального конкурса «Золотая Психея» по итогам 2007 года в номинации «Вклад в развитие единого профессионального психологического сообщества России»
- награжден знаком «Почетный работник высшей школы России» (2004 г.)
- победитель (в составе коллектива авторов) Национального конкурса «Золотая Психея» по итогам 2003 года в номинации «Вклад в развитие единого профессионального психологического сообщества России»
- победитель Национального конкурса «Золотая Психея» по итогам 2003 года в номинации «Лучший проект в научной психологии» — за книгу «Методологическое путешествие по океану бессознательного…»
- победитель конкурса Санкт-Петербургского психологического общества 2001 г. на лучшую научно-популярную книгу по психологии — за книгу «Психология искусства»
- лауреат Национального конкурса «Золотая Психея» по итогам 2000 года в номинации «Лучший проект в научной психологии» — за книгу «Сознание как парадокс»
- лауреат премии СПбГУ «За педагогическое мастерство» (1999 г.)
- медаль Челябинского политехнического института за разработки в области игровых методов обучения (1988 г.)
- награжден министром путей сообщения СССР именными часами (1984 г.)

## Общественная деятельность
В. М. Аллахвердов является президентом Санкт-Петербургского психологического общества, председателем Экспертного совета Российского психологического общества. «Психологическая газета» в рейтинге психологов России, впервые опубликованном в 2005 году, поместила Аллахвердова на первое место (методы определения рейтинга неизвестны).
В 2022 году подписал открытое письмо российских учёных и научных журналистов с осуждением вторжения России на Украину и призывом вывести российские войска с украинской территории.

## Публикации

### Монографии
- Опыт теоретической психологии. — СПб.: Печатный двор, 1993.
- Сознание как парадокс. — СПб.: ДНК, 2000. ISBN 5-7822-0032-4
- Психология искусства. Эссе о тайне эмоционального воздействия художественных произведений. — СПб.: ДНК, 2001. ISBN 5-901562-02-X
- Методологическое путешествие по океану бессознательного к таинственному острову сознания. — СПб.: Речь, 2003. ISBN 5-9268-0203-2
- Экспериментальная психология познания: когнитивная логика сознательного и бессознательного / В. М. Аллахвердов и др. — СПб.: Изд-во С.-Петерб. ун-та, 2006. — 352 с ISBN 5-288-03981-X
- Размышление о науке психологии с восклицательным знаком. — СПб. : Формат, 2009. ISBN 978-5-98147-022-6

### Учебная литература
- Психология: Учебник для вузов (под ред. Крылова А. А.) Изд. 2-е, перераб., доп. // Аллахвердов В. М., Безносов С. П., Богданов В. А. и др. — М.: ТК Велби, Проспект, 2004. ISBN 5-98032-301-5, ISBN 5-482-00235-7